# Temesőr
Temesőr (szerbül Стража / Straža, románul Straja, németül Lagerdorf) település Szerbiában, a Vajdaságban, a Dél-bánsági körzetben, Versec községben.

## Fekvése
Versectől délre, a Duna–Tisza–Duna-csatorna és a Karas mellett, Párta, Homokdiód, Karasjeszenő és Krassószombat közt fekvő település.

## Története
Temesőr (Temes-Strázsa) a török hódoltság után alakult német lakosokkal, akiket gróf Mercy tábornok telepített erre a helyre, az új falut Lagerdorf-nak nevezték el, mivel az 1716. évi hadjárat alatt itt volt a táborhelye a császári lovasságnak. A németek helyére később románok telepedtek le itt, az 1761. évi térkép már románok által lakott helynek tünteti fel; Strasa vagy Lagerdorf néven, 1773-ban pedig a szerb-román katonai határőrvidékhez csatolták.
1849. november 9-én, az 1848–49-es forradalom és szabadságharc alatt Damjanich János honvéd alezredes Verseczről megtámadta a Temesőrön levő Bobulics vezérlete alatt álló szerb tábort, mely, 1186 emberből és 8 ágyúból állt. A 3. honvédzászlóalj századosának Földváry Károlynak a vezérlete alatt a honvédek halálmegvetéssel támadták meg az itteni sáncokat, a szerbek fegyvereiket elhányva, Vojvodina felé menekültek.
1893-ban a falu nevét Temes-Strázsára változtatták.
1910-ben 1678 lakosából 29 főmagyar, 11 fő német, 1544 fő román, 25 fő szerb, 69 fő egyéb (legnagyobbrészt cigány és cseh) anyanyelvű volt. Ebből 26 fő római katolikus, 4 fő görögkatolikus, 8 fő református, 7 fő ág. hitv. evangélikus, 1633 fő görögkeleti ortodox vallású volt. A lakosok közül 932 fő tudott írni és olvasni, 181 fő tudott magyarul.
A trianoni békeszerződés előtt Temes vármegye Fehértemplomi járáshoz tartozott.

## Népesség

### Demográfiai változások
| 1948 | 1953 | 1961 | 1971 | 1981 | 1991 | 2002 | 2011 |
| ---- | ---- | ---- | ---- | ---- | ---- | ---- | ---- |
| 1261 | 1295 | 1393 | 1254 | 1207 | 1107 | 693  | 531  |

## Nevezetességek
- Görögkeleti temploma - 1854-ben épült

## Jegyzetek

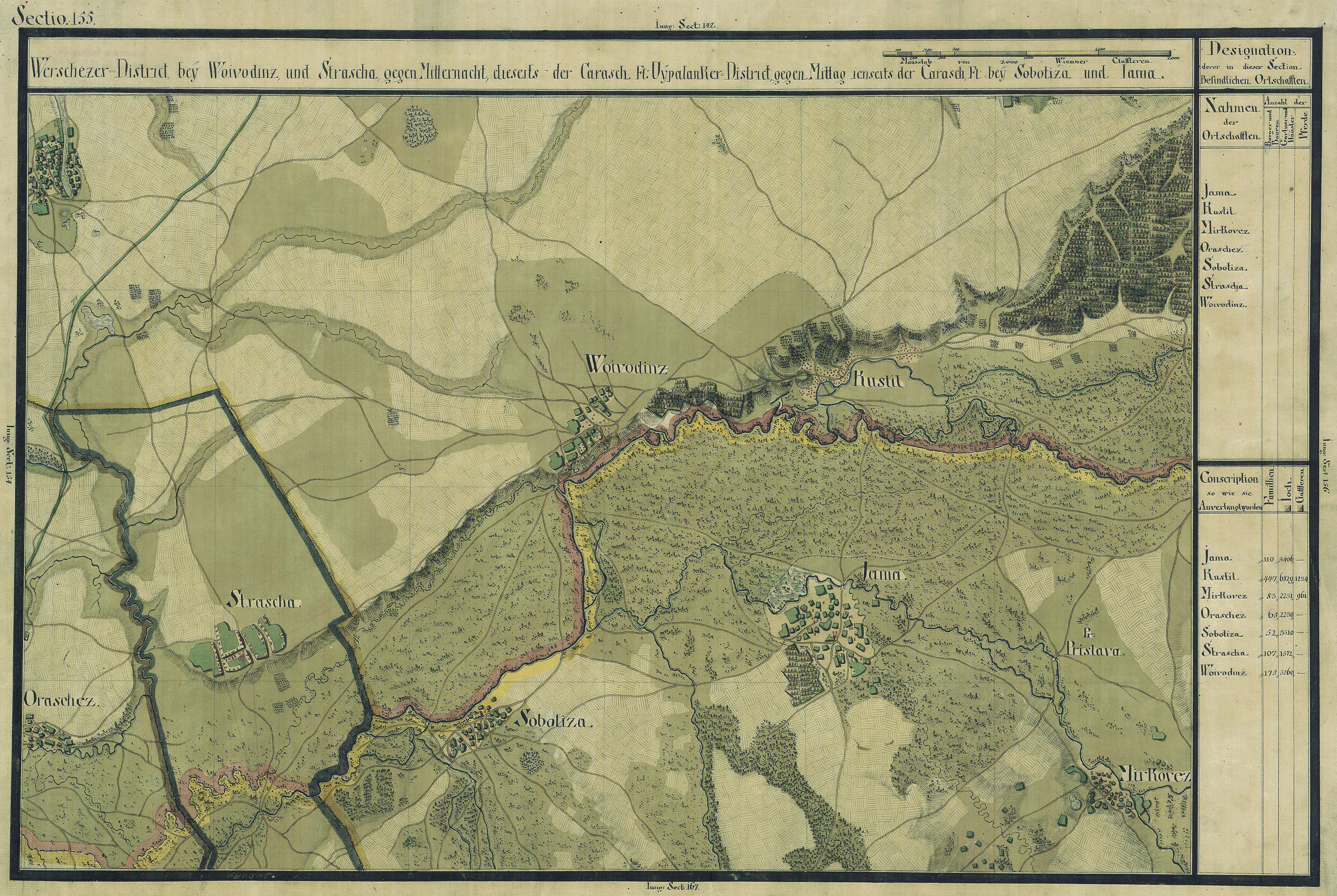
Temesőr egy régi térképen